# Ratusz w Turku (Finlandia)
Ratusz w Turku − siedziba władz miasta Turku.

## Historia
Stary ratusz Turku znajdował się przy Wielkim Starym Rynku w centrum miasta. Oprócz funkcji ratusza budynek pełnił również funkcję miejskiego aresztu i więzienia. W 1735 roku drewniany ratusz został zastąpiony przez nowy, barokowy budynek, zaprojektowany przez Samuela Bernera. Ratusz spłonął w pożarze miasta w 1827 roku, zachowały się jedynie wypalone ściany, a na ruinach powstał dom kupca A. F. Pfalera. Ratusz miejski przeniósł się tymczasowo do sąsiedniego budynku Brinkkala, gdzie zlokalizowano także posterunek policji. Posiedzenia rady miasta odbywały się w tym budynku do roku 1885, gdy przeniesiono je do współczesnego budynku ratuszowego.
Obecny ratusz położony przy moście nad Aurajoki to neoklasycystyczny budynek zaprojektowany przez Charles'a Bassiego i oddany do użytku w 1812 roku jako seurahuone, czyli budynek przeznaczony na miejsce spotkań ludności. Mieściła się w nim restauracja i sale balowe, przylegały do niego natomiast ogrody i pawilony. W miejscu tych ostatnich w 1861 roku powstał dwukondygnacyjny budynek projektu Th. P. Chiewitza. Budynek seurahuone przetrwał pożar z 1827 roku i do 1830 roku mieścił tymczasowo sąd apelacyjny, a jednocześnie pełnił pierwotne funkcje do lat 70. XIX wieku. W 1878 roku gmach sprzedano miastu Turku i w latach 1883-1885 przekształcono w ratusz pod kierunkiem miejscowego architekta Fransa Anatoliusa Sjöströma. W czasie przebudowy nie zmieniono bryły budynku i rozkładu pomieszczeń, jednak przebudowano jego fasadę, wzbogacając ją o motywy roślinne w stylu neorenesansowym.
Kolejne przebudowy budynku miały miejsca w roku 1911, w latach 20. i w latach 1964-1965.